# Francesco III Gonzaga
Francesco III Gonzaga (Mantua, 10 maart 1533 – aldaar, 22 februari 1550), was hertog van Mantua en (als Francesco I) markgraaf van Monferrato van 1540 tot zijn dood. Hij was een zoon van Federico II Gonzaga en Margaretha van Monferrato.
Op 27 oktober 1549 huwde hij met Catharina van Oostenrijk (1533 – 1572), dochter van keizer Ferdinand I. Dit huwelijk bleef kinderloos, daar Francesco nog geen half jaar daarna stierf. Hij werd opgevolgd door zijn broer Guglielmo.